# Berneck
Berneck est une commune suisse du canton de Saint-Gall, située dans la circonscription électorale de Rheintal.

Photo aérienne prise à 600 m par Walter Mittelholzer (1923).

## Personnalités
- Jacques Christophe Blarer de Wartensee, prince-évêque de Bâle, est né à Berneck en 1542.